# 天狼星 (单曲)
《天狼星》（日语：シリウス）是日本女歌手藍井艾露的第5張單曲，於2013年11月13日由SME Records發售。

## 概要
《シリウス》為繼在2013年的《コバルト・スカイ》後，藍井艾露的第5張單曲，是電視動畫《KILL la KILL》的主題曲。其販賣形式分為初回版、通常版和限定版3種，其中初回版及通常版收錄了《シリウス》的MV和製作花絮，以及本人於德國出席「AnimagiC 2013」演唱活動的記錄影片。而限定版則包含一張DVD，其中收錄了電視動畫《KILL la KILL》的主題曲影片，以及封面上還印有一張該動畫主角「纏流子」的插圖。
據本人介紹，《シリウス》是首「充滿青春與閃耀光輝的歌曲」，歌詞正呼應著主角的感情和青春時期的熱血鬥志，閃耀如天狼星。。
第三首歌曲《クロイウタ》被用作PS3遊戲《誓血龍騎士3》的主題曲，是一首黑暗與憂傷交纏的歌曲。本人曾透露過自己沉迷於此作，因此在錄製歌曲時，她以自身的感覺和深刻的印象刻畫這首歌。

## 反應
它於2013年11月13日由SME Records發行。這是首繼藍井艾露上一部作品《コバルト・スカイ》約五個月後發行的單曲。該曲在第一周就已經賣出了一萬份，隨即進入排行榜持續14週，最終達到2.1万份的成績並紅極一時。

## 評價
此曲被《CD Journal》美譽為「以簡單樂隊聲音組成的流行音樂」；而著名的動畫歌曲音樂雜誌《LisAni！》也稱其為「帶有清脆吉他和鋼琴風味、直接了當的搖滾」。

## 收錄曲

### 初回生產限定盤、通常盤
1. シリウス [4:26]
作詞：meg rock、作曲・編曲：重永亮介
電視動畫《KILL la KILL》主題曲
2. Addicted... [3:30]
作詞・作曲・編曲：ゆよゆっぺ
3. クロイウタ [6:21]
作詞：菊池はな、作曲：岡部啓一、編曲・弦樂編曲：岡部啓一、帆足圭吾
4. シリウス（Instrumental）[4:24]

DVD（初回限定盤）
1. シリウス（Music Video）
2. 「The Making of"シリウス"」
3. 「Eir Aoi in Germany "AnimagiC 2013" (supported by Lis-Ani! TV)」

### 期間限定盤
1. シリウス [4:26]
2. Addicted... [3:30]
3. クロイウタ [6:21]
4. シリウス（TV Size Ver.） 1:29

DVD
1. 「"KILL la KILL" non-credit OPENING MOVIE」

## 收錄專輯
| 曲名     | 專輯     | 發售日期      | 備註       |
| -------- | -------- | ------------- | ---------- |
| シリウス | 《AUBE》 | 2014年1月29日 | 錄音室專輯 |

## 外部連結
- 索尼音樂娛樂介紹網站
  - 初回生産限定盤 （页面存档备份，存于）
  - 通常盤 （页面存档备份，存于）
  - 期間生産限定盤 （页面存档备份，存于）